# Липтовски-Градок
Ли́птовски-Гра́док (словац. Liptovský Hrádok, нем. Neuhäusel in der Liptau, венг. Liptóújvár), город на севере Словакии у подножья Низких Татр.

## Население
| Год:                | 1994 | 2004    | 2014    | 2024    |
| ------------------- | ---- | ------- | ------- | ------- |
| Количество человек: | 8606 | 8019    | 7629    | 6950    |
| Разница:            |      | −6,82 % | −4,86 % | −8,90 % |

## Известные жители, уроженцы
Герман Армин фон Керн (1838—1912) — придворный художник при дворе Франца Йозефа I в Вене, и один из самых популярных австрийских жанровых художников своего времени.

## История
Крепость Липтовски-Градок была впервые упомянута в 1341 как Новум Каструм.

## Достопримечательности
- Крепость
- Липтовский музей
- Приходской костёл